# Нил Тенант
Нил Френсис Тенант (енгл. Neil Francis Tennant; Њукасл, 10. јул 1954) енглески је музичар. Најпознатији је као певач електро поп дуа Пет шоп бојс. 
Током 1970-их преселио се у Лондон, где је дипломирао историју на факултету Техничког универзитета у северном Лондону. По завршетку студија започео је новинарску каријеру и радио је као уредник у музичком часопису Smash Hits. Од 1986. потпуно се посветио музици. Заједно с композитором Крис Ловом, основао је Пет шоп бојсе, објављују неколико ЛП плоча и више песама које су имале велики међународни успех. Тенант има веома карактеристичан глас, по коме је препознатљив. Поред музике за групу, пише и продуцира музику других уметника и за филмску музику.